# Охота на ведьм

Сожжение ведьм у замка Рейнштейн (близ г. Blankenburg), 1555 г.

Охота на ведьм — преследование людей, подозреваемых в колдовстве.
Уголовное преследование ведьм и колдунов известно с древности, но особого размаха достигло в Западной Европе конца XV — середины XVII веков. В католических странах дела о колдовстве иногда рассматривались церковным судом — инквизицией (однако французское дело о ядах разбирал особый светский суд, «Огненная палата»). В протестантских странах подобные приговоры выносил исключительно светский суд (как, например, в знаменитом Салемском деле). Распространены были также случаи самосуда над подозреваемыми в ведовстве. При следствии по делам о колдовстве нередко применялись пытки (впрочем, как и при других уголовных делах того времени), а осуждённых зачастую приговаривали к смерти.
Как фразеологизм «охота на ведьм» означает доведённое до абсурда преследование инакомыслящих, неугодных, идеологических или политических противников и так далее.

## Законы о ведовстве в Древнем мире
Кодекс Хаммурапи устанавливал смертную казнь за колдовство. Он же вводит печально известное «испытание водой». Кодекс гласит:

Если человек бросил на человека обвинение в колдовстве и не доказал этого, то тот, на которого было брошено обвинение в колдовстве, должен пойти к Божеству Реки и в Реку погрузиться; если Река схватит его, его обвинитель сможет забрать его дом. Если же Река очистит этого человека, и он останется невредим, тогда тот, кто бросил на него обвинение в колдовстве, должен быть убит, а тот, кто погружался в Реку, может забрать дом его обвинителя.— Законы Хаммурапи «статья § 2»
Древнейшие римские Законы двенадцати таблиц карали за колдовство по мере его вредоносности наряду с прямым физическим увечьем. Если нанёсший вред колдовством (равно как и любым другим способом) не мог выплатить пострадавшему компенсацию, ему должно было быть нанесено такое же увечье. Наказание за колдовство существовало и в классическом римском праве. В 186 году до н. э. по всей Италии была проведена масштабная репрессивная кампания против участников вакханалий.

## XV—XVII века в Западной Европе
Несмотря на то, что упоминание о ведьмах и колдунах содержалось ещё в раннехристианских трактатах, до XIII века вера в колдовство считалась «языческим суеверием» и в отдельных случаях наказывалась, например, церковным покаянием. Даже в тех случаях, когда колдовство фигурировало в судебных делах, средневековое гражданское право интересовалось исключительно доказуемыми актами причинения ущерба, в которых колдовство оказывалось почти случайной составляющей, — наказанию подлежало действие, но не намерение. Развёрнутые концепции о демонических силах и людях, которых эти силы соблазнили, стали появляться только в эпоху «Высокого Средневековья». По утверждению немецкого историка Йозефа Хансена, преследование ведьм и колдунов было теоретически подготовлено средневековой схоластикой и перенесено в практическую плоскость церковной инквизицией. Таким образом, схоластическая демонология выросла из средневековой теологии, занимавшейся научным изучением ересей, так как против различных групп еретиков нередко выдвигали обвинения в связях с дьяволом. Так, значительную роль в развитии демонологии сыграли работы Фомы Аквинского.

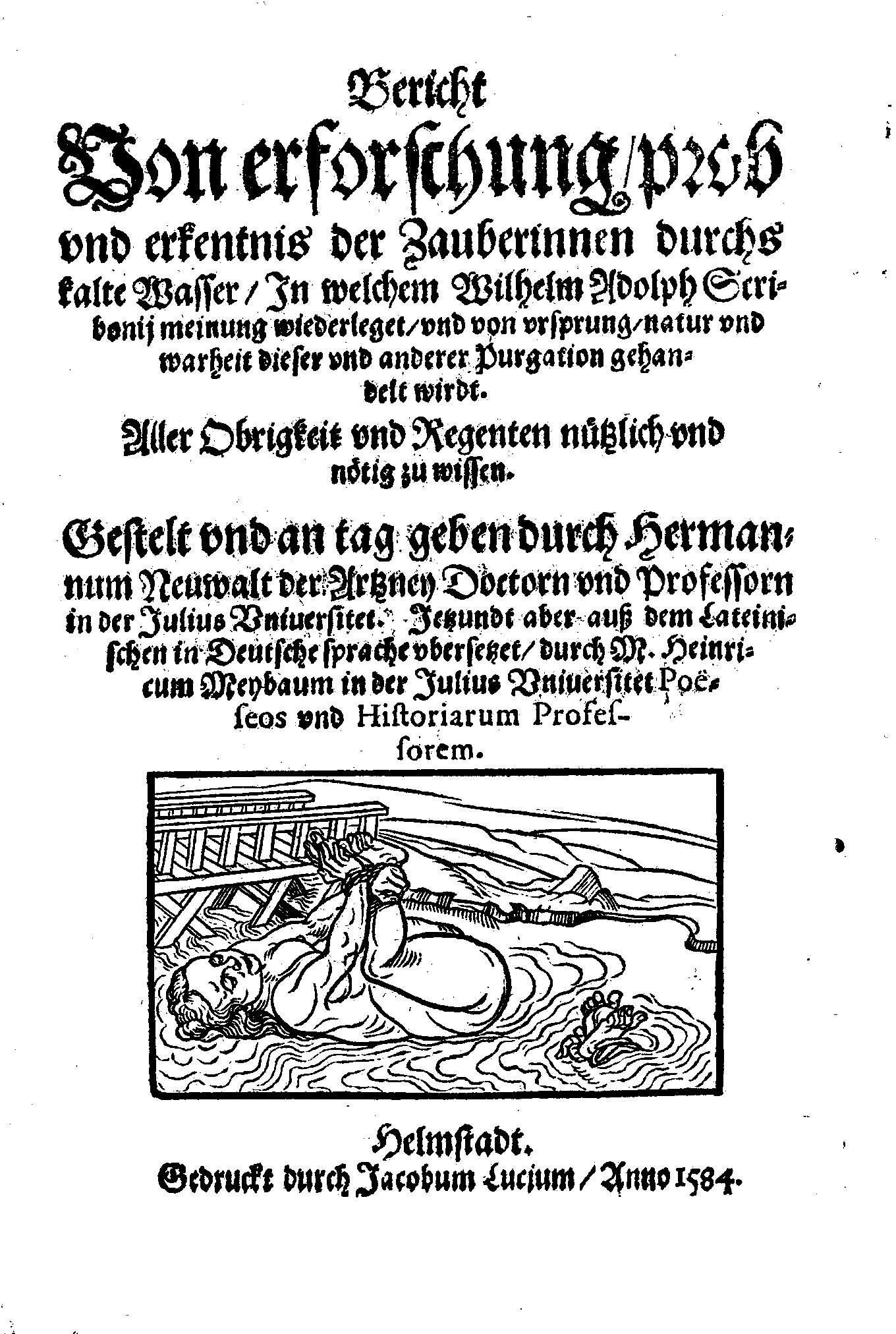
Испытание водой. Иллюстрация из книги Нойвальт, Герман

Согласно расчётам историков, гонение на ведьм возникло в 1430—1440-е годы в западно-альпийских областях — в Савойе, Дофине, Пьемонте и Западной Швейцарии. По словам Йозефа Ханзена, многочисленные процессы против вальденсов, проходившие в этих местах, образовали связующее звено между еретичеством и ведовством.
Поначалу практика гонения на ведьм встретила отрицательное отношение как светской, так и церковной власти. Так, в 1461 году просвещённый герцог Бургундии Филипп Добрый решительно пресёк преследования ведьм в Аррасе, отправив туда герольдмейстера Ордена Золотого руна Жана Лефевра де Сен-Реми и принудив университетских богословов из Лувена публично осудить беззаконие. В центральных областях Франции Французские провинциальные парламенты также не поощряли охоту на ведьм и после начала гонений присвоили себе исключительное право рассматривать все ведовские дела, которые часто заканчивались оправданием обвиняемого. Священники и епископы в Германии выпускали прокламации, в которых прямо запрещали обвинять кого-либо в колдовстве. Однако после начала массовой истерии голоса протеста стали затихать.
В 1484 году после увещеваний Генриха Инститора Крамера, автора «Молота ведьм», папа римский Иннокентий VIII издал буллу «Summis desiderantes affectibus» («Всеми силами души»), направленную против ведьм, которая стала причиной многих процессов инквизиции в странах христианской Европы. Значительную роль в преследовании ведьм оказала «информационная революция» XVI века, выраженная в изобретении книгопечатанья. Издавались антиведовские памфлеты о случаях демонической одержимости и колдовства.

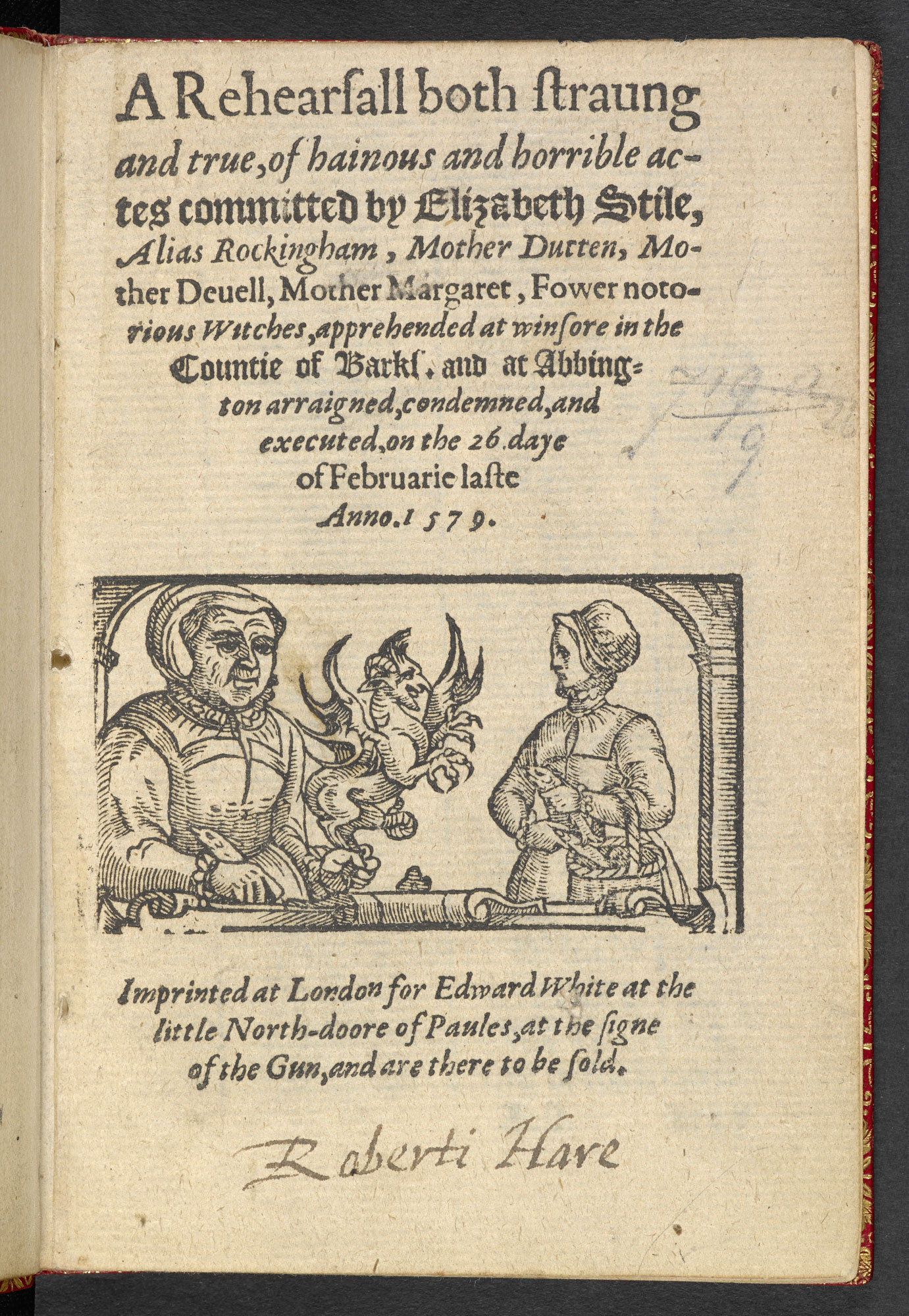
Титульная страница памфлета «Пересказ всех жёстких и правдивых сообщений о чудовищных и ужасных поступках, совершённых Элизабет Стил (она же Рокингем), матерью Даттен, матерью Деуэлл, матерью Маргарет, четырьмя знаменитыми ведьмами»

В 1490 году король Франции Карл VIII издал эдикт «Против предсказателей, чародеев и некромантов», предусматривавший конфискацию имущества осужденных. Корыстный мотив играл значительную роль в преследовании за ведовство. Например, в Оффенбурге в 1628 году было введено вознаграждение в 2 шиллинга за каждую указанную ведьму, после чего тут же началась массовое преследование «ведьм». В Англии в 1645 году известный самозваный «охотник на ведьм» Мэтью Хопкинс брал 1 фунт стерлингов за каждую обнаруженную ведьму, а также содержание для себя и своей команды. За год своей деятельности он заработал около 1000 фунтов стерлингов. Иоган Линден в «Истории Трира» писал: Настолько далеко зашло безумие разъяренной толпы и жажда судей до крови и поживы, что не осталось ни одного человека, кто не был бы запятнан подозрением в этом преступлении. Тем временем нотариусы, переписчики и содержатели трактиров богатели. Палач разъезжал на чистокровном жеребце, точно придворный, и одевался в серебро и золото; его жена соперничала с благородными дамами пышностью своего наряда. Детей осужденных отправляли в изгнание, их имущество конфисковывали, пахарей и виноградарей почти совсем не осталось — отсюда и неурожай… Наконец, хотя пламя ещё не насытилось, но люди обнищали, и были приняты законы, которые ограничили стоимость судебного разбирательства и прибыли инквизиторов, и тут же, подобно тому как это бывает, когда подходят к концу отпущенные на войну средства, пыл преследователей угас.
Ведовство признавалось исключительным преступлением (crimen exeptum), что означало неограниченное применение пыток. Под пытками обвиняемые выдавали сообщников, с которыми они якобы встречались на шабашах, что приводило к новым арестам.
Массовые процессы над ведьмами можно разделить на три этапа, исходя из их интенсивности. Первый этап массовых гонений пришёлся на период с 1585 года по 1595 год. Два других пришлись на время около 1630 года и на 1650—1660-е годы. За это время произошло около 100 тысяч процессов, и погибло около 50 тысяч жертв. Больше всего жертв было в государствах Германии, Швейцарии, Франции и Шотландии, в меньшей степени охота на ведьм затронула Англию и практически не затронула Италию и Испанию. Лишь несколько процессов над ведьмами было в Америке, самый известный пример — Салемские события 1692—1693 годов. В качестве общей тенденции можно отметить перемещение волн процессов с запада на восток, так что, например, в Австрии и на востоке Центральной Европы пик преследования ведьм был достигнут сравнительно поздно — около 1680 года Вплоть до середины XVIII века в Центральной Европе ещё судили и казнили ведьм.
Особенно массовыми суды над ведьмами были на территориях, затронутых Реформацией. В лютеранских и кальвинистских государствах появились собственные, даже более суровые, чем католические, законы о колдовстве (например, был отменён пересмотр судебных дел). Но и в католических государствах Германии охота на ведьм была в это время не менее жестокой, особенно в Трире, Бамберге, Майнце и Вюрцбурге. В Кёльне в 1627—1639 годах было казнено около тысячи человек. Преследование ведьм в Германии достигло высшей точки во время Тридцатилетней войны 1618—1648 годов, когда воюющие стороны обвиняли друг друга в колдовстве. Для людей, обвиняемых в колдовстве, существовали отдельные тюрьмы (самой известной из них был Друденхаус, построенный в 1627 году в немецком городе Бамберге).
Дурен, священник из Альфтера, в письме к графу Вернеру фон Сальму так описывал события в Бонне начала XVII века:

Кажется, вовлечено полгорода: профессора, студенты, пасторы, каноники, викарии и монахи уже арестованы и сожжены… Канцлер с супругой и жена его личного секретаря уже схвачены и казнены. На Рождество Пресвятой Богородицы казнили воспитанницу князя-епископа, девятнадцатилетнюю девушку, известную своей набожностью и благочестием… Трех-четырехлетних детей объявляли любовниками Дьявола. Сжигали студентов и мальчиков благородного происхождения 9—14 лет. В заключение скажу, что дела находятся в таком ужасном состоянии, что никто не знает, с кем можно говорить и сотрудничать.

Женщины составляли большинство жертв, но 18-20 % казнённых за колдовство приходилось на мужчин, при этом в городах число мужских жертв было больше, чем в деревне. Что касается возраст жертв, то, проанализировав 195 дел (из которых 155 женских) в Швейцарии, Англии и Франции, В. Монтер вычислил средний возраст как 60 лет. Это подтверждает стереотип ведьмы-старухи, который был распространен во всех слоях общества. Что касается семейного положения обвиняемых в колдовстве, то подсчет, проведенный на основании 582 дел (в Швейцарии, Монбельяре, Туле, Эссексе в 1545 году), дает следующие цифры: 37 % — вдовы, 14 % — незамужние, 49 % — замужем. Многочисленность вдов можно объяснить тем, что в колдовстве подозревались в первую очередь старые женщины, среди которых было много вдов.
По мнению историков, в конце XVI века число процессов над ведьмами резко выросло из-за экономического кризиса, голода и роста социальной напряжённости, что было вызвано увеличением численности населения и долговременным ухудшением климата в течение этого века наряду с революцией цен. Неурожаи, войны, эпидемии чумы и сифилиса порождали отчаяние и панику и усиливали склонность людей искать тайную причину этих несчастий.
Причиной того, что процессы над ведьмами стали массовыми, была также передача дел о колдовстве из церковных судов в светские, что делало их зависимыми от настроения местных правителей. Эпицентр массовых ведовских процессов был либо в отдалённых провинциях крупных государств, либо там, где центральная власть была слабой. В централизованных государствах с развитой административной структурой, например, во Франции, охота на ведьм велась менее интенсивно, чем в государствах слабых и раздробленных.
Некоторые историки связывают ужесточение преследований за колдовство с религиозными войнами 1560—1648 годов. Однако, например, в католической северо-западной части Германии в 1620-е годы количество ведовских процессов уменьшилось в то время, как там начались боевые действия Тридцатилетней войны, к которым добавились голод и эпидемии. Такое же уменьшение гонений наблюдался в Франш-Контэ и в Баден-Вюртемберге с момента начала войн на этих территориях. Исследование судебных дел парижского парламента доказывает, что период наивысшей строгости законов о колдовстве приходится на последние годы XVI века, когда религиозные войны во Франции уже почти закончились.
Жан Делюмо считает, что духовенство и светские власти были искренне убеждены, что колдовство завоевывает мир, его злодеяния множатся, сообщество подручных Сатаны непомерно разрастается. В частности, он указывает, что Ж. Боден писал: Так же, как Бог насылает чуму, войну, голод посредством злых духов, вершащих справедливость, так же он создал колдунов за осквернение имени своего, как это делается сейчас всюду безнаказанно и свободно, так что даже дети искусны в этом… Нужно, чтобы это гнусное преступление осуждалось чрезвычайным образом, иначе, чем другие преступления. Тот же, кто хочет сохранить обычные законы и процедуру суда, грешит против человеческого и божественного права. Делюмо предполагает, что расхождение культуры образованного слоя общества эпохи Возрождения и народной культуры усиливало отвращение элиты к непонятному ей укладу жизни крестьянской массы.
Одним из способов проверки подозреваемых женщин было чтение библейской истории распятия Иисуса Христа. Если она не заплачет, значит, ведьма (см. Отсутствие дара слёз). Другим доказательством были осмотр тела, поиск метки дьявола. В Англии была выработана особая процедура за подозреваемыми в колдовстве — наблюдение. 

## Критика ведовских процессов

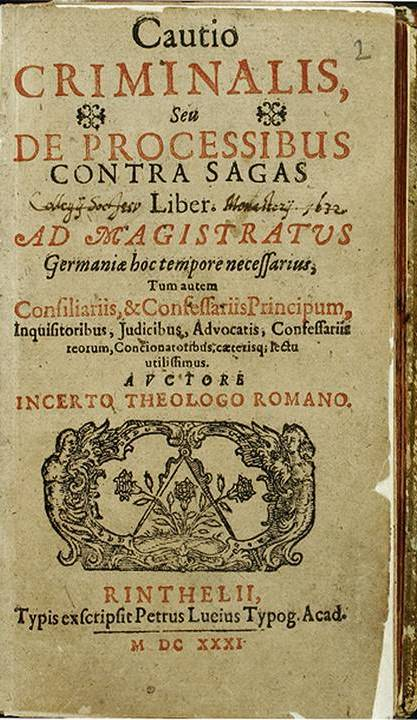
Предостережение обвинителям — книга известного противника «охоты на ведьм» Фридриха Шпее

Находились те, кто публично протестовал против преследования «ведьм», хотя это само по себе было опасным. Так, в Трире гражданский суд под руководством Дитриха Фладе не занимался охотой на ведьм, после чего Фладе в 1589 году был сам обвинен в ведовстве. В Бамберге вице-канцлер Георг Хаан, который пытался прекратить преследования, был обвинен в сочувствии ведьмам и казнен в 1628 году. Мэр Райнбаха Шультчайс Швайгель, который в 1661 году воспротивился ведовским процессам, был арестован и убит.
Раньше других возражения стали выдвигать протестантские богословы, в частности, Иоганн Вейер.
Английский богослов Реджинальд Скотт выпустил труд, где привёл описания многих фокусов, доказывая, что они не имеют ничего общего с колдовством.
Первым католическим священником, написавшим трактат против ведовских процессов, был Корнелиус Лоос, однако до публикации трактата он был принуждён к покаянию и отречению от взглядов; содержание его трактата, обнаруженного в конце XIX века, было ранее хорошо известно историкам из критики его противников. Позднее немецкий священник-иезуит Фридрих Шпее в 1631 году издал труд Cautio Criminalis («Предостережение обвинителей»), который представляет собой критический процессуальный анализ обвинения в колдовстве, основанный, видимо, на собственном опыте Шпее в Вестфалии в качестве «исповедника ведьм». Эта книга привела к отказу от сожжения ведьм в ряде мест, особенно в Майнце.
В Испании видным критиком охоты на ведьм был инквизитор Алонсо де Саласар-и-Фриас. В результате его активного вмешательства процессы над ведьмами в Испании стали крайне редкими, хотя и не прекратились окончательно.
Процесс над Салемскими ведьмами в американских колониях вызвал широкую полемику, в том числе печатную, между местными церковными авторитетами. Полемика дошла и до Англии, и под её влиянием священник Френсис Хатчинсон в начале XVIII века выпустил книгу, где с рациональных позиций подверг критике охоту на ведьм.

## Восточная Европа
Восточная Европа почти не испытала охоты на ведьм. Американская исследовательница Валери Кивельсон полагает, что ведовская истерия не коснулась православного Московского царства, поскольку православные богословы были меньше поглощены идеей греховности плоти, чем католические и протестантские, и, соответственно, женщина как телесное существо беспокоила и пугала православных христиан меньше. Православные священники были осторожны в своих проповедях на тему колдовства и порчи и стремились препятствовать народным самосудам над колдунами и ведьмами. Серапион Владимирский осуждал расправы над ведьмами и колдунами как преследование невиновных людей вследствие потакания языческой вере в колдовство. Православие не испытало того глубокого кризиса, который вылился на Западе в Реформацию и привёл к долгой эпохе религиозных войн. Тем не менее, и в Московском царстве Кивельсон обнаружила сведения о 258 ведовских процессах, в ходе 106 из которых к обвиняемым применялись пытки (более жестокие, чем по другим делам, кроме связанных с государственной изменой).

## Окончание преследований в Европе
Первой страной, в которой было отменено уголовное наказание за колдовство, стала Великобритания. Это произошло в 1735 году (Закон о колдовстве).
В германских государствах законодательное ограничение ведовских процессов последовательно происходило в Пруссии, где в 1706 году королевским указом полномочия обвинителей были ограничены. Во многом это произошло под влиянием лекций ректора университета Галле, юриста и философа Христиана Томазия, доказывавшего, что учение о ведовстве основано не на древних традициях, как утверждали охотники на ведьм, а на суеверных указах римских пап, начиная с буллы «Summis desiderantes affectibus». В 1714 году Фридрих Вильгельм I издал эдикт, по которому все приговоры по ведовским делам должны были поступать на его личное утверждение. Это существенно ограничило права охотников за ведьмами в пределах Пруссии. Фридрих II при вступлении на престол отменил пытки (1740). Одновременно в Австрии императрица Мария Терезия установила контроль за ведовскими делами, чему также в определённой мере поспособствовала «вампирская паника» 1720—1730-х годов в Сербии.
Последним человеком, приговорённым в Германии именно с формулировкой «за колдовство», стала служанка Анна Мария Швегелин. Суд признал Анну Марию Швегелин виновной и приговорил к казни через обезглавливание 11 апреля 1775 года. Приговор так и не был приведён в исполнение, и 7 февраля 1781 года осуждённая умерла в заключении в Кемптене (Бавария).
Последней казнённой в Европе за колдовство считается Анна Гёльди, казнённая в Швейцарии в 1782 году (под пытками созналась в колдовстве, однако официально она была приговорена к смерти за отравление).
Однако спорадические обвинения в колдовстве встречались в судебной практике германских государств и Великобритании до конца первой четверти XIX века, хотя колдовство как таковое уже не служило основанием для уголовной ответственности. В 1809 году за отравление была повешена гадалка Мэри Бейтмен, чьи жертвы обвиняли её в том, что она их околдовала.
В 1811 году в Рёсселе была осуждена Барбара Здунк, официально казнённая за поджог (в 1806 году Рёссель был опустошён пожаром). Однако случай Здунк не вписывается в обычную практику ведовских дел, поскольку она была казнена путём сожжения за колдовство в стране, в которой колдовство уже не являлось уголовным преступлением, и подобный вид казни также уже не использовался (есть предположения, что Здунк была повешена и потом публично кремирована). Неопределённость в отношении истиной причины осуждения Здунк вносит и то, что её приговор был оставлен в силе апелляционными инстанциями вплоть до самого короля. Историки склонны считать, что казнь Здунк была мерой снятия социального напряжения, уступкой общественному мнению, требовавшего мести польским солдатам, которые по мнению историков, являются наиболее вероятными поджигателями.
В 1836 году в Сопоте была утоплена во время испытания водой обвинённая в колдовстве вдова рыбака Кристина Сейнова. Её дело иллюстрирует тот факт, что вера в колдовство продолжала сохраняться среди общественности довольно долго после того, как суды перестали принимать такие обвинения, и как в исключительных случаях общественность брала закон в свои руки, когда возникали подозрения в колдовстве.
Последние наказания за колдовство в Испании (200 ударов розгами и 6-летнее изгнание) были назначены в 1820 году.

## Оценки количества жертв
Современные исследователи оценивают общее число казнённых за ведовство в 300-летний период активной охоты на ведьм в 40—50 тысяч человек. В некоторых странах, например Германии, в колдовстве обвиняли преимущественно женщин, в других (Исландия, Эстония, Россия) — мужчин. Вопреки распространённому мнению, во многих странах и регионах Европы большинство жертв ведьмовских процессов были мужчинами.

## Интерпретации явления
Некоторые учёные отводят «охоте на ведьм» роль пережитка «тёмного» Средневековья, которому противостояла светская культура, олицетворявшая приход Нового времени, и связанные с ним прогрессивные явления в общественном развитии. Однако значительное число ведущих демонологов были как раз гуманистически образованными философами и писателями, профессорами, юристами и врачами.
Многие авторы видят в «охоте на ведьм» средство укрепления пошатнувшегося влияния католической церкви. Более того, высказывается мысль, что массовые преследования ведьм и небывалый рост интереса к колдовству были спровоцированы действиями самой инквизиции. Признавая, что за счёт «охоты на ведьм» католическая церковь действительно могла пытаться укрепить свои позиции, нельзя согласиться с признанием самодовлеющего значения этого фактора хотя бы потому, что в «охоте на ведьм» активное участие принимали как католики, так и протестанты.

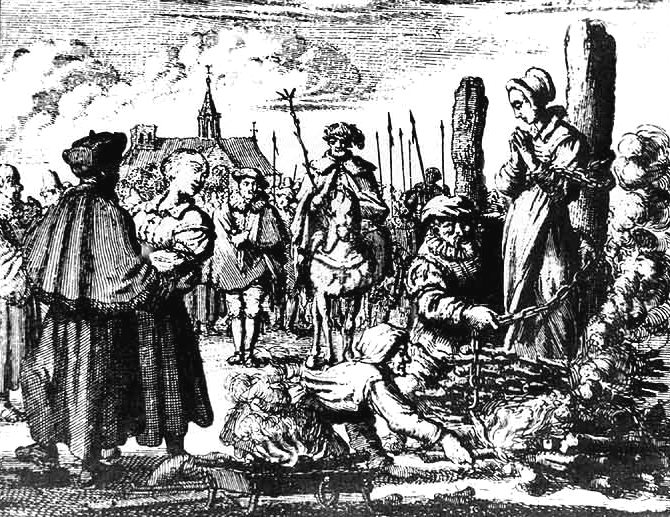
Приготовления к казни в 1544 году
гравюра Яна Люйкена, XVII в.

Часть исследователей отождествляет «охоту на ведьм» с борьбой против пережитков язычества. Несмотря на то, что некоторые предлагаемые ими реконструкции дохристианских культов и их перенос в позднее средневековье выглядят недостаточно обоснованными, размышления в этом направлении не лишены рационального зерна. Языческие реминисценции на протяжении всего Средневековья действительно были характерны для так называемого «народного христианства», и официальная церковь никогда их не приветствовала.
Некоторые исследователи видят в представлениях о ведьме-женщине отражение элементов традиционной женской субкультуры, которые затем были сильно искажены в результате внешнего влияния. По их словам:

Традиционные обвинения в ведовстве, первоначально сформированные в народной культуре и играющие в ней функциональную и стабилизирующую роль, под напором разных социокультурных и политических факторов, религиозной нестабильности и борьбы при всестороннем участии монархии и вследствие уникальной исторической ситуации, породившей «демономанию» и «ведьмоманию», трансформировались в общественный стереотип.— Ю. Ф. Игина, «Ведовство и ведьмы в Англии. Антропология зла.»
Первые попытки европейских историков интерпретировать явление охоты на ведьм относятся к первой половине XIX века, тогда же было создано много оригинальных концепций, объясняющих данный феномен. Особенно интересной представляется гипотеза, согласно которой обвинения в ведовстве выдвигались преимущественно против женщин потому, что женщина была главной хранительницей ценностей устной архаической культуры, через которую они передавались новым поколениям, и именно она в первую очередь сопротивлялась христианской аккультурации. Некоторые исследователи вслед за Дж. Фрэзером полагали, что миф о ведьмах в той или иной мере опирался на реальность, и на протяжении всего Средневековья в Западной Европе действовали тайные языческие организации приверженцев культа плодородия, поклонниц «Рогатого бога», которые хранили старую языческую мудрость. Данная теория получила официальную поддержку властей в национал-социалистической Германии. Современные историки отвергают подобные концепции. Историк XIX века Жюль Мишле писал о создании отчаявшимися угнетёнными женщинами средних веков своего рода «антиобщества» перед мужским засильем, олицетворяемым сельским кюре и сеньором. Эта концепция была также пересмотрена в XX веке. Так, исследователи подсчитали, что в некоторых регионах мужчины составляли подавляющее большинство среди обвинённых в колдовстве, а обвинителями, как правило, выступали женщины. А. Я. Гуревич считал, что данные теории, бытовавшие в XIX веке, являются следствием культуры романтизма, распространённого в то время.
Охота на ведьм также рассматривалась историками как своеобразная издержка модернизации, следствие и реакция на стремительный прогресс, охвативший европейское общество в начале Нового времени. Особый интерес представляют воззрения исследователей, работающих в направлении поиска связи между развитием демонологии — идейной базы развернувшейся в переходный от средневековья к новому времени период «охоты на ведьм» — и средневековой народной культурой. В этом направлении, в частности, работал известный российский культуролог-медиевист А. Я. Гуревич, который исходит из того факта, что к XV веку культура масс (необразованных слоёв населения) и культура элиты слишком далеко между собой разошлись. «Книжная» культура образованных слоёв стала казаться представителям элиты позднесредневекового общества единственно возможной и допустимой, тогда как культуру простого народа они всё больше начинают воспринимать в качестве антикультуры. Если первая оценивалась ими как всецело ориентированная на Бога, то вторая, следовательно, должна была быть, с их точки зрения, «порождением Дьявола». В средневековом народном ведовстве (знахарстве, целительстве), которое своими корнями уходило в язычество, представители «книжной» культуры видели воплощение особенностей мировоззрения широких народных слоёв и соответствовавшего ему образа жизни. В связи с этим расправа над «ведьмами» могла быть использована для подавления народной культуры. Для этого достаточно было её «демонизировать». Традиционные формы народной жизни, праздники, обычаи, которые в эпоху расцвета западноевропейского Средневековья никому особенно не мешали, в трактатах демонологов эпохи заката западноевропейского Средневековья превращались в шабаш ведьм, чёрные мессы, сатанинские культы. С этих позиций можно объяснить не только начало массовых гонений на ведьм, но и их прекращение: «охота на ведьм» затухает по мере изживания средневековой массовой культуры и сходит на нет к тому времени, когда последняя, по сути дела, уже была уничтожена.
С этой точкой зрения перекликаются позиции ряда других авторов. Так, Алан Макфарлейн считает, что нарождавшийся индивидуализм приводил к желанию порвать связи соседской взаимопомощи, и человек оказывался в трудном положении, так как традиционная идеология поддерживала лишь коллективистские ценности. Вера в существование ведьм как способ переадресации вины обеспечивала оправдание разрыва социальных контактов.

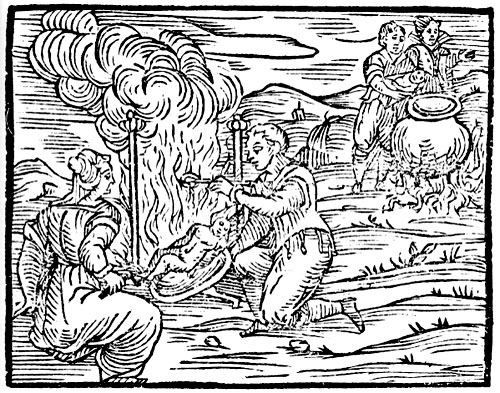
Приготовление к шабашу. Из трактата Гуаццо, Франческо, 1608 г.

Признание «охоты на ведьм» выражением объективного процесса борьбы двух культур во многом примиряет различные варианты объяснения причин развернувшейся на исходе средневековья демономании. Столкновение двух культур было использовано в своих интересах практически всеми слоями общества. И церковь, и светская власть видели воплощение всех особенностей народного миросозерцания и соответствовавшей ему практики в корне враждебных идеологической монополии, на которую претендовали церковь и абсолютистское государство в XVI и XVII веках. Поэтому расправа над ведьмами создала обстановку, благоприятствовавшую подавлению народной культуры. По словам французского историка Робера Мюшембле прекращение гонений на ведьм в конце XVII века можно объяснить тем, что основа, на которой произрастала вера в ведовство, — традиционная народная культура — была, по сути дела, уже уничтожена. Включаясь (порой по совершенно разным причинам) в «охоту на ведьм», все её участники объективно способствовали подавлению традиционной средневековой народной культуры — своеобразной «культурной революции», знаменующей наступление нового периода истории, пришедшего на смену Средневековью.
По мнению Ю. М. Лотмана, массовый характер и хронологические рамки явления получают объяснение в той смене типа мировосприятия, которая обозначила конец Средних веков и приход Ренессанса. Если человек классического Средневековья вполне осознавал своё место в мире и времени, где стройная иерархия смыслов обеспечивала устойчивость его мироощущения, то для поколений следующей эпохи эта иерархия оказалась нарушенной, и культура только начинала осваивать изменившуюся реальность. Человек Ренессанса испытывал не столько восторг новизны, сколько страх, поскольку был теперь лишён той точки опоры, которую его предкам поставляла культура, имевшая своим смысловым центром Священное Писание, с которым любая бытовая реалия была неоплатонически связана бесконечными уподоблениями. Возрождение, совпавшее с Великими географическими открытиями, поколебало этот уютный универсум: самый облик мира в сознании европейца стал другим. С приходом барокко смятение перед открывшимися горизонтами знания только увеличилось. Таким образом, «охота на ведьм» оказывается обратной стороной гуманизации, секуляризации (обмирщения) и рационализации культуры, связываемых с наступлением Нового времени:

Быстрая — на памяти двух-трёх поколений, то есть в исторически ничтожный срок — перемена всей жизни, социальных, моральных, религиозных её устоев и ценностных представлений рождала в массе населения чувство неуверенности, потери ориентировки, вызывала эмоции страха и ощущение приближающейся опасности. Только этим можно объяснить интересный для исследователя массовой психологии и всё ещё до конца не объяснённый феномен истерического страха, который охватил Западную Европу с конца XV до середины XVII в. Характерно, что такие проявления этого страха, как процессы ведьм, не признавая различий между католическими и протестантскими землями, останавливаются на границах классического Ренессанса: Русь XV—XVIII вв. не знала этого психоза. <…> В атмосфере Ренессанса надежда и страх, бесшабашная удаль одних и чувство потери почвы под ногами у других тесно переплетались. Это и была атмосфера научно-технического переворота.
Страх был вызван потерей жизненной ориентации. Но те, кто его испытывали, не понимали этого. Они искали конкретных виновников, хотели найти того, кто испортил жизнь. Страх жаждал воплотиться.— Лотман Ю. Технический прогресс как культурологическая проблема // Семиосфера. Культура и взрыв. Внутри мыслящих миров. Статьи. Исследования. Заметки (1968—1992). — СПб.: Искусство. — С. 629. — 704 с. — ISBN 5-210-01488-6.
В целом можно констатировать широкое разнообразие гипотез, выдвигаемых различными историками и отсутствие единой точки зрения на природу и причины массовых гонений на ведьм. По утверждению А. Я. Гуревича: «необходимо признать, что историками не предложено удовлетворительного объяснения этого глубокого и длительного социально-религиозного и психологического кризиса, который имел место преимущественно в эпоху Возрождения». По словам исследовательницы Ю. Ф. Игиной, в принципе нельзя найти какую-то одну, определённую причину зарождения охоты на ведьм, а позднесредневековое европейское общество следует рассматривать «как целостный организм, в котором все элементы взаимодействуют в сложной системе прямых и обратных связей, исключающей возможность редукции и нахождения какого-либо одного фактора, способного определять историческое развитие».

## Философское осмысление
Представления Фрэнсиса Бэкона (1561—1626) о необходимости «обуздать природу» и «выпытать её секреты» Фритьоф Капра сопоставил с процессами охоты на ведьм, с которыми Бэкон был знаком. Капра подвергает критике механистическое и потребительское отношение к природе и, опираясь на подобные аналогии, констатирует маскулинную сущность цивилизации Нового времени[страница не указана 2865 дней].

## Современное значение термина «охота на ведьм»
В настоящее время выражение «охота на ведьм» используется как образное обобщённое название кампаний по дискредитации каких-либо социальных групп по политическим или иным мотивам без должных на то доказательств и оснований.

## Современное преследование ведьм
В современном мире уголовное преследование за колдовство сохраняется в ряде стран. Например, в Саудовской Аравии за магические обряды полагается смертная казнь. Причём это наказание применяется на практике: в 2011 году саудовские власти обезглавили Амину Бин Абдулхалим Нассар «за колдовство и связь с нечистой силой».
Довольно часто охота на ведьм практикуется в современной субсахарской («чёрной») Африке. Известными борцами против охоты на ведьм являются нигериец Лео Игве и датчанка Аня Ринггрен Лове.
В Чеченской Республике в 2020—2021 годах отмечен ряд случаев задержания людей за оказание оккультных услуг (колдовство).

## Реабилитация
В 2022 году региональный парламент Каталонии реабилитировал около тысячи женщин, казненных более 400 лет назад за колдовство.
В 2022 году член парламента Шотландии Натали Дон выдвинула законопроект, который оправдает женщин, осуждённых по Акту о колдовстве с середины XVI по середину XVIII века. Кампанию «Ведьмы Шотландии» запустили в 2020 году королевский адвокат Клэр Митчелл и писательница Зои Вендитоцци. В декабре 2021 года кампанию поддержала первый министр Никола Стерджен. Никола Стерджен принесла официальные извинения в Международный женский день 2022 года. Инициатива была отозвана из-за назначения Дон в правительство.

## В кино
- «Девушка из Салема» — режиссёр Фрэнк Ллойд (США, 1937)
- «Салемские колдуньи[фр.]» — режиссёр Реймон Руло (Франция, 1957)
- «Западня дьявола» (чеш. Ďáblova past) — режиссёр Франтишек Влачил (Чехословакия, 1961)
- «Главный охотник на ведьм» (англ. Witchfinder General) — режиссёр Майкл Ривз (Великобритания, 1968)
- «Молот ведьм» (чеш. Kladivo na čarodějnice) — режиссёр Отакар Вавра (Чехословакия, 1970)
- «Печать Дьявола» (нем. Hexen bis aufs Blut gequält) — режиссёры Майкл Армстронг, Адриан Ховен (ФРГ, 1970)
- «Печать Дьявола 2» (нем. Hexen geschändet und zu Tode gequält) — режиссёр Адриан Ховен (ФРГ, 1973)
- «Инквизиция»[англ.] (исп. Inquisición) — режиссёр Пол Нэши (Испания, 1976)
- «Легенда о Тиле», режиссёры Алов, Александр Александрович, Наумов, Владимир Наумович (СССР, 1976)
- «Суровое испытание» (англ. The Crucible) — режиссёр Николас Хайтнер (США, 1996)
- «Воин Бога» (исл. Myrkrahöfðinginn) — режиссёр Храбн Гюднлёйгссон (Исландия, 1999)
- «Чёрная смерть» (англ. Black Death) — режиссёр Кристофер Смит (Великобритания; ФРГ, 2010)
- «Время ведьм» (англ. Season of the Witch) — режиссёр Доминик Сена (США, 2010)
- «Повелители Салема» (англ. The Lords of Salem) — режиссёр Роб Зомби (США; Великобритания; Канада, 2012)
- «Души в огне»[нем.] (нем. Die Seelen im Feuer) — режиссёр Урс Эггер (ФРГ; Австрия, 2014)
- «Салем» (англ. Salem) — телесериал режиссёров Ника Копуса и Дэвида фон Энкена (США, 2014—2017)
- «Невеста дьявола» (фин. Tulen morsian) — режиссёр Саара Кантел (Финляндия; Швеция, 2016)